# Sturminster Newton United F.C.
Câu lạc bộ bóng đá Sturminster Newton United là một câu lạc bộ bóng đá đến từ Sturminster Newton, Dorset, Anh, hiện tại thi đấu ở Dorset Premier League. Câu lạc bộ trực thuộc Dorset County Football Association và là một Câu lạc bộ Cộng đồng Tiêu chuẩn Điều lệ FA.

## Lịch sử
Năm 1874, câu lạc bộ, lúc đó được gọi là Panthers FC, và có trụ sở tại Blandford Forum, thi đấu với màu nâu và vàng, đã trở thành câu lạc bộ đầu tiên từ West Country tham dự Cúp FA, ba lần lọt vào vòng hai. Vào mùa giải 1877-78, đội đấu với Wanderers huyền thoại ở vòng một, nhưng thất bại 9-1. Vào những năm 1890, tên của họ được đổi thành Sturminster St Marys, với tên hiện tại được thông qua vào năm 1945.
Đội là một trong những thành viên sáng lập của Dorset Combination vào năm 1957, trước đó đã chơi trong Dorset League. Sau khi rời giải đấu do khó khăn tài chính vào năm 1960, họ chơi ở giải Dorset Senior League thấp hơn cho đến khi gia nhập lại Combination vào năm 1972. Họ vẫn thi đấu đó (từ năm 2002 đổi tên thành Dorset Premier League) cho đến năm 2011 khi họ bị xuống hạng xuống Dorset Senior League, trong thời gian đó họ đã giành được cúp Combination hai lần, vào năm 1981 và 1995. Họ chuyển từ sân vận động giải trí công cộng đến sân vận động của riêng họ tại Honeymead Lane vào năm 1996.
Mùa giải 2011-12 dưới sự dẫn dắt của huấn luyện viên Gary Head, trong mùa giải đầy đủ đầu tiên của mình, câu lạc bộ đã giành được Dorset Senior Trophy với chiến thắng 1-0 trước Parley Sports tại Wimborne Town.

## Sân vận động
Sturminster Newton United thi đấu trên sân nhà Barnetts Field, Honeymead Lane. Sân có nhà câu lạc bộ và quán bar cho người hâm mộ và nhận được khoảng 50 người tham dự mỗi tuần trong sân vận động 600 sức chứa. Sân có một sân thượng có mái che và mở tràn ngập ánh sáng. Câu lạc bộ chuyển đến sân này vào năm 1996. Nhiều trận đấu nổi tiếng đã diễn ra ở đây bao gồm chiến thắng 3-1 nổi tiếng của Cherries trước đối thủ địa phương Okeford United trong giải Dorset Senior Trophy năm 2011. Một trận đấu nổi tiếng khác là chiến thắng 3-1 trên sân nhà trước Lyme Regis một lần nữa tại Dorset Senior Trophy, mùa giải 2018-19. Huyền thoại câu lạc bộ Ben Cowley đã ghi một bàn thắng để giành chiến thắng trong trận đấu.

## Club honours
- Dorset League Division One:[6]
  - Vô địch: 1971-72
- Dorset Senior Trophy:[9]
  - Vô địch: 2011-12
- Dorset Combination League Cup:[8]
  - Vô địch: 1980-81, 1995-96
- Dorset Senior Amateur Cup:[6]
  - Á quân: 1961-62
- Dorset Junior Cup:[6]
  - Á quân: 1910-11

## Kỉ lục câu lạc bộ
- Vị trí cao nhất trong giải đấu: thứ 4 ở Dorset Combination, 1983-84 (trước 1979 không có thông tin)
- Thành tích tốt nhất tại Cúp FA: Vòng hai, 1875-76, 1876-77, 1878-79 (với tên gọiPanthers) - hiện tại chưa tham gia
- Kỉ lục số khán giả:[6] 600 vs Weymouth năm 1986

## Cựu cầu thủ
1. Những cầu thủ đã chơi / quản lý trong giải bóng đá hoặc bất kỳ giải đấu nước ngoài nào tương đương với cấp độ này (tức là giải đấu chuyên nghiệp hoàn toàn).

2. Cầu thủ khoác áo quốc tế.
- Ken Wookey